# Zálan Kerezsi
Zálan Márk Kerezsi (Nyíregyháza, 17 luglio 2003) è un calciatore ungherese, attaccante della Puskás Akadémia, in prestito dall'Honvéd, e della nazionale Under-21 ungherese.

## Carriera

### Club
Cresciuto nel Nyíregyháza, squadra della sua città natale, nel 2013 entra a far parte del settore giovanile del Vasas, successivamente dopo cinque anni viene acquistato dall'Honvéd, dopo aver giocato con la squadra riserve, debutta in prima squadra il 4 novembre 2020, in occasione dell'incontro esterno di Nemzeti Bajnokság I parso 1-0 contro il Puskás Akadémia subentrando al 77' minuto a Dominik Kocsis e rimediando il cartellino giallo dopo sette minuti. La stagione seguente, a febbraio passa in prestito al Siófok, scendendo di categoria, chiudendo la stagione con 3 presenze ed una rete, nella fattispecie segnata allo Szolnok. Rientrato all'Honvéd nel gennaio successivo, rimane a pieno regime in prima squadra, riuscendo a segnare la prima rete con il club nel secondo turno di Coppa d'Ungheria, ancora, contro l'Haladás, nella partita terminata per 2-0 a favore del suo club, aiutandolo a passare il turno. L'11 marzo in campionato contro lo Zalaegerszeg, segna il gol che consegna la vittoria alla sua squadra. Dopo la retrocessione in seconda divisione diviene il principale attaccante della squadra, chiudendo la stagione in doppia cifra per reti realizzate. Nella stagione 2024-25 dopo essere partito con l'Honvéd, il 30 agosto viene prestato alla Puskás Akadémia.

### Nazionale
Ad agosto 2021 il ct Krisztián Timár lo convoca per alcune partite di qualificazione all'europeo di categoria con l'Under-19. Il 28 marzo 2023, debutta con la nazionale ungherese Under-21 contro i pari età di Cipro segnando il gol della partita vinta per 5-2.

## Statistiche

### Presenze e reti nei club
Statistiche aggiornate al 4 settembre 2024.
| Stagione         | Squadra          | Campionato       | Campionato | Campionato | Coppe nazionali | Coppe nazionali | Coppe nazionali | Coppe continentali | Coppe continentali | Coppe continentali | Altre coppe | Altre coppe | Altre coppe | Totale | Totale |
| Stagione         | Squadra          | Comp             | Pres       | Reti       | Comp            | Pres            | Reti            | Comp               | Pres               | Reti               | Comp        | Pres        | Reti        | Pres   | Reti   |
| ---------------- | ---------------- | ---------------- | ---------- | ---------- | --------------- | --------------- | --------------- | ------------------ | ------------------ | ------------------ | ----------- | ----------- | ----------- | ------ | ------ |
| 2020-2021        | Honvéd II        | NBIII            | 27         | 11         |                 | -               | -               |                    | -                  | -                  |             | -           | -           | 27     | 11     |
| 2021-feb. 2022   | Honvéd II        | NBIII            | 26         | 18         |                 | -               | -               |                    | -                  | -                  |             | -           | -           | 26     | 18     |
| Totale Honvéd II | Totale Honvéd II | Totale Honvéd II | 53         | 29         |                 | -               | -               |                    | -                  | -                  |             | -           | -           | 53     | 29     |
| 2020-2021        | Honvéd           | NBI              | 1          | 0          | MK              | 0               | 0               | UEL                | 0                  | 0                  |             | -           | -           | 1      | 0      |
| 2021-feb. 2022   | Honvéd           | NBI              | 5          | 0          | MK              | 1               | 0               |                    | -                  | -                  |             | -           | -           | 6      | 0      |
| feb.-giu. 2022   | Siófok           | NBII             | 3          | 1          | MK              | -               | -               |                    | -                  | -                  |             | -           | -           | 3      | 1      |
| 2022-gen. 2023   | Siófok           | NBII             | 11         | 1          | MK              | 0               | 0               |                    | -                  | -                  |             | -           | -           | 11     | 1      |
| Totale Siófok    | Totale Siófok    | Totale Siófok    | 14         | 2          |                 | 0               | 0               |                    | -                  | -                  |             | -           | -           | 14     | 2      |
| gen.-giu. 2023   | Honvéd           | NBI              | 14         | 4          | MK              | 2               | 1               |                    | -                  | -                  |             | -           | -           | 16     | 5      |
| 2023-2024        | Honvéd           | NBII             | 28         | 11         | MK              | 1               | 1               |                    | -                  | -                  |             | -           | -           | 29     | 11     |
| lug.-ago. 2024   | Honvéd           | NBII             | 5          | 2          | MK              | -               | -               |                    | -                  | -                  |             | -           | -           | 5      | 2      |
| Totale Honvéd    | Totale Honvéd    | Totale Honvéd    | 53         | 17         |                 | 4               | 2               |                    | 0                  | 0                  |             | -           | -           | 57     | 19     |
| Totale carriera  | Totale carriera  | Totale carriera  | 120        | 48         |                 | 4               | 2               |                    | 0                  | 0                  |             | -           | -           | 124    | 50     |